# Kaliman II. Assen
Kaliman II. Assen (bulgarisch Калиман ІІ Асен, wissenschaftliche Transliteration Kaliman Asen, auch Koloman II. Assen; * im 12. Jahrhundert in Tarnowo; † 1256 bei Tarnowo) war für kurze Zeit im Jahr 1256 bulgarischer Zar aus der Dynastie Assen. In serbischen Quellen taucht er unter den Namen Sebastokrator Kalojan, Herrscher der Festung und Region Serdica (heute Sofia) auf. Er war der Sohn von Sebastokratōr Alexander Assen aus dessen Ehe mit einer Tochter von Stefan Nemanjić und Neffe des Zaren Iwan Assen II. Sein Vorgänger Zar Michael II. Assen war somit sein Cousin.
Nachdem Zar Michael II. Assen 1255 die Ländereien in Thrakien verlor und einen für die bulgarischen Boljaren »erniedrigenden« Frieden mit dem Kaiserreich Nikaia abschloss, verstärkten sich die Stimmen gegen ihn. 1256 wurde er während einer Jagd ermordet und die Boljarenverschwörung erhob den anderen Enkel des Iwan Assen I., Kaliman II. Assen zum neuen Zaren. Gleichzeitig spalteten sich weitere mächtige Boljaren wie Mizo Assen (im Balkangebirge und Ostthrakien), Konstantin Tich Assen (in Skopje) oder Rostislaw (in Belgrad und Branicevo), Schischman (in Widin) ab. Als erster versuchte der Boljare Rostislaw, Kaliman II. zu stürzen. Unter dem Vorwand, seine Tochter zu schützen und den Mord seines Schwiegersohnes zu rächen, marschierte er in Mösien ein. Nach einer erfolglosen Belagerung von Tarnowo gab er sich mit der Heirat seiner Tochter Elisaweta durch den neuen Zaren und Autonomiezugeständnisse zufrieden und zog sich in seine Ländereien zurück. Dieser Zug zeigte den Boljaren in der bulgarischen Hauptstadt, dass der Zar Kaliman II. Assen nicht die militärischen Mittel besaß, um das Land zu vereinigen. Noch im selben Jahr wurde er durch eine weitere Boljarenverschwörung ermordet, die den Boljaren Mizo Assen zum neuen Zaren krönte. Die Zeit nach dem Tode von Kaliman II. Assen war gezeichnet durch Separatismus und Bürgerkriege.

## Familie
Kaliman II. Assen heiratete 1256 Elisaweta, eine Tochter des mächtigen Boljaren Rostislaw und ehemalige Ehefrau des Zaren Michael II. Assen. Es ist nicht bekannt, ob sie Kinder hatten.